# لي مارتن
لي روبرت مارتن (بالإنجليزية: Lee Robert Martin)‏ (ولد في 9 فبراير 1987 في تانتون، إنجلترا) هو لاعب كرة قدم إنجليزي يلعب حاليا لنادي إيبسويتش تاون. يلعب عادة في مركز الجناح رغم أنه يستطيع أن يكون لاعب وسط هجومي أو مهاجم مساعد.

## روابط خارجية
- لي مارتن على موقع قاعدة بيانات كرة القدم.إي يو (الإنجليزية)
- لي مارتن على موقع Soccerbase.com (لاعب) (الإنجليزية)
- لي مارتن على موقع Soccerway.com (الإنجليزية)
- لي مارتن على موقع عالم كرة القدم.نت (الإنجليزية)
- لي مارتن على موقع كووورة